# Торе ди Мастро (Бари)
Торе ди Мастро (итал. Torre di Mastro) је насеље у Италији у округу Бари, региону Апулија.
Према процени из 2011. у насељу је живело 27 становника. Насеље се налази на надморској висини од 329 м.